# Premier League de Gales 2014-15
La Premier League de Gales 2014/15 (del inglés: Welsh Premier League), en galés: Uwch Gynghrair Cymru es la vigésimo tercera temporada de la Premier League de Gales. La temporada comenzó el 22 de agosto de 2014 y terminó en 15 de mayo de 2015. El The New Saints conquistó su 9° título, alcanzado así su 4 estrella consecutiva

## Sistema de competición
Los 12 equipos jugaron entre sí todos contra todos dos veces totalizando 22 fechas al término de las cuales los equipos se dividieron en dos grupos. El Grupo campeonato lo integraron los seis primeros de la fase regular, mientras que el Grupo descenso lo integraron los seis últimos; dentro de cada grupo los equipos jugaron entre sí todos contra todos dos veces totalizando 10 fechas más. Los equipos mantuvieron el mismo puntaje conseguido en la Fase Regular dentro de cada grupo, por lo que al final de la temporada cada club jugó 32 fechas.
El primer clasificado del Grupo campeonato se clasificó a la primera ronda de la Liga de Campeones 2015-16. El segundo clasificado del Grupo campeonato se clasificó a la primera ronda de la Liga Europa 2015-16, mientras que los equipos clasificados desde el tercer lugar hasta el último del Grupo campeonato más el primer clasificado del Grupo descenso jugarán los Play-offs por un cupo en la primera ronda de la Liga Europa 2015-16. Los dos últimos clasificados del Grupo descenso descendieron a la Cymru Alliance 2015-16 o a la First Division 2015-16, dependiendo a cual de las dos ligas estén afiliados los equipos.
Un tercer cupo para la Liga Europa 2015-16 fue asignado al campeón de la Copa de Gales.

## Clubes
| Club                | Ciudad        | Estadio            | Capacidad |
| ------------------- | ------------- | ------------------ | --------- |
| Aberystwyth Town    | Aberystwyth   | Park Avenue        | 5,000     |
| Airbus UK Broughton | Broughton     | The Airfield       | 1,600     |
| Bala Town           | Bala          | Maes Tegid         | 3,000     |
| Bangor City         | Bangor        | Nantporth          | 3,000     |
| Carmarthen Town     | Carmarthen    | Richmond Park      | 3,000     |
| Gap Connah's Quay   | Connah's Quay | Deeside Stadium    | 1,500}    |
| Cefn Druids         | Cefn Mawr     | Rhosymedre Stadium | 3,000     |
| Newtown             | Newtown       | Latham Park        | 5,000     |
| Port Talbot Town    | Port Talbot   | Victoria Road      | 6,000     |
| Prestatyn Town      | Prestatyn     | Bastion Road       | 1,000     |
| Rhyl                | Rhyl          | Belle Vue          | 3,000     |
| The New Saints      | Oswestry      | Park Hall          | 2,000     |

## Fase Regular

### Clasificación
| Pos. | Equipo               | Pts. | PJ | G  | E | P  | GF | GC | Dif. | Clasificación 2014–15    |
| ---- | -------------------- | ---- | -- | -- | - | -- | -- | -- | ---- | ------------------------ |
| 1    | The New Saints       | 56   | 22 | 17 | 5 | 0  | 64 | 16 | +48  | Ronda por el campeonato  |
| 2    | Aberystwyth Town     | 42   | 22 | 12 | 6 | 4  | 49 | 35 | +14  | Ronda por el campeonato  |
| 3    | Bala Town            | 41   | 22 | 13 | 2 | 7  | 47 | 28 | +19  | Ronda por el campeonato  |
| 4    | Airbus UK            | 40   | 22 | 12 | 4 | 6  | 41 | 22 | +19  | Ronda por el campeonato  |
| 5    | Port Talbot          | 33   | 22 | 10 | 3 | 9  | 40 | 33 | +7   | Ronda por el campeonato  |
| 6    | Newtown              | 32   | 22 | 9  | 5 | 8  | 40 | 38 | +2   | Ronda por el campeonato  |
| 7    | Carmarthen Town      | 31   | 22 | 9  | 4 | 9  | 31 | 40 | −9   | Ronda por la permanencia |
| 8    | Rhyl                 | 22   | 22 | 5  | 7 | 10 | 23 | 36 | −13  | Ronda por la permanencia |
| 9    | Connah's Quay Nomads | 22   | 22 | 5  | 7 | 10 | 26 | 40 | −14  | Ronda por la permanencia |
| 10   | Cefn Druids          | 22   | 22 | 6  | 4 | 12 | 29 | 41 | −12  | Ronda por la permanencia |
| 11   | Bangor City          | 14   | 22 | 3  | 5 | 14 | 23 | 48 | −25  | Ronda por la permanencia |
| 12   | Prestatyn Town       | 13   | 22 | 3  | 4 | 15 | 31 | 61 | −30  | Ronda por la permanencia |

Actualizado a los partidos jugados el 28 de enero de 2015.
 Fuente: Soccerway

### Tabla de resultados cruzados
| Local \ Visitante    | ABE | AIR | BAL | BAN | CAR | CEF | CON | NEW | PTA | PRE | RYL | TNS |
| -------------------- | --- | --- | --- | --- | --- | --- | --- | --- | --- | --- | --- | --- |
| Aberystwyth Town     | —   | 2–1 | 4–0 | 3–3 | 5–3 | 4–2 | 1–1 | 1–0 | 0–3 | 3–1 | 2–0 | 1–1 |
| Airbus               | 1–1 | —   | 2–1 | 5–1 | 2–0 | 2–3 | 4–0 | 3–0 | 3–0 | 2–1 | 2–1 | 2–3 |
| Bala Town            | 4–0 | 0–0 | —   | 3–0 | 8–1 | 3–1 | 0–1 | 3–1 | 4–1 | 4–2 | 1–2 | 0–3 |
| Bangor City          | 2–2 | 1–2 | 0–3 | —   | 1–2 | 0–1 | 0–2 | 1–3 | 2–1 | 3–3 | 0–0 | 0–5 |
| Carmarthen Town      | 1–3 | 2–1 | 1–2 | 0–2 | —   | 2–1 | 1–1 | 1–1 | 2–1 | 3–1 | 1–0 | 1–2 |
| Cefn Druids          | 0–5 | 1–1 | 0–1 | 2–2 | 1–3 | —   | 3–2 | 0–2 | 2–1 | 3–1 | 0–1 | 0–4 |
| Connah's Quay Nomads | 2–4 | 0–3 | 0–1 | 1–0 | 1–1 | 1–1 | —   | 2–3 | 1–1 | 3–1 | 1–3 | 1–5 |
| Newtown              | 6–3 | 1–0 | 1–2 | 2–1 | 0–2 | 4–1 | 1–2 | —   | 3–3 | 4–3 | 1–0 | 2–3 |
| Port Talbot Town     | 1–2 | 2–0 | 4–3 | 2–0 | 2–0 | 4–1 | 1–1 | 2–0 | —   | 3–0 | 3–0 | 1–5 |
| Prestatyn Town       | 2–1 | 0–2 | 3–3 | 1–2 | 1–3 | 0–4 | 3–2 | 2–2 | 2–1 | —   | 1–2 | 1–3 |
| Rhyl                 | 0–1 | 1–2 | 0–1 | 3–2 | 1–1 | 1–1 | 1–1 | 2–2 | 0–3 | 2–2 | —   | 2–2 |
| The New Saints       | 1–1 | 1–1 | 1–0 | 2–0 | 3–0 | 3–1 | 2–0 | 1–1 | 2–0 | 6–0 | 6–1 | —   |

## Ronda por el campeonato

### Clasificación
| Pos. | Equipo             | Pts. | PJ | G  | E  | P  | GF | GC | Dif. | Clasificación 2015–16                              |
| ---- | ------------------ | ---- | -- | -- | -- | -- | -- | -- | ---- | -------------------------------------------------- |
| 1    | The New Saints (C) | 77   | 32 | 23 | 8  | 1  | 90 | 24 | +66  | Primera Ronda de la Liga de Campeones              |
| 2    | Bala Town          | 59   | 32 | 18 | 5  | 9  | 67 | 42 | +25  | Primera Ronda de la Liga Europa                    |
| 3    | Airbus UK          | 58   | 32 | 18 | 4  | 10 | 62 | 34 | +28  | Primera Ronda de la Liga Europa                    |
| 4    | Aberystwyth Town   | 52   | 32 | 14 | 10 | 8  | 0  | 61 | −61  | Play-offs para entrar en la Liga Europa de la UEFA |
| 5    | Port Talbot Town   | 43   | 32 | 13 | 4  | 15 | 54 | 59 | −5   | Play-offs para entrar en la Liga Europa de la UEFA |
| 6    | Newtown (O)        | 38   | 32 | 10 | 8  | 14 | 52 | 65 | −13  | Play-offs para entrar en la Liga Europa de la UEFA |

Actualizado a los partidos jugados el 26 de mayo de 2015.
 Fuente: Soccerway

### Tabla de resultados cruzados
| Local \ Visitante | ABE | AIR | BAL | NEW | PTA | TNS |
| ----------------- | --- | --- | --- | --- | --- | --- |
| Aberystwyth Town  | —   | 1–3 | 1–2 | 3–2 | 2–2 | 0–4 |
| Airbus            | 3–2 | —   | 1–2 | 6–1 | 5–0 | 1–0 |
| Bala Town         | 3–3 | 3–0 | —   | 1–2 | 4–1 | 1–1 |
| Newtown           | 3–3 | 0–2 | 1–1 | —   | 1–3 | 0–0 |
| Port Talbot Town  | 1–2 | 1–0 | 1–3 | 4–0 | —   | 1–3 |
| The New Saints    | 3–3 | 2–0 | 3–0 | 4–2 | 6–0 | —   |

## Ronda por la permanencia

### Clasificación
| Pos. | Equipo               | Pts. | PJ | G  | E  | P  | GF | GC | Dif. | Clasificación 2015-16                              |
| ---- | -------------------- | ---- | -- | -- | -- | -- | -- | -- | ---- | -------------------------------------------------- |
| 1    | Connah's Quay Nomads | 43   | 32 | 11 | 10 | 11 | 44 | 53 | −9   | Play-offs para entrar en la Liga Europa de la UEFA |
| 2    | Rhyl                 | 42   | 32 | 11 | 9  | 12 | 41 | 49 | −8   |                                                    |
| 3    | Carmarthen Town      | 42   | 32 | 12 | 6  | 14 | 48 | 57 | −9   |                                                    |
| 4    | Bangor City          | 35   | 32 | 9  | 8  | 15 | 48 | 62 | −14  |                                                    |
| 5    | Cefn Druids          | 27   | 32 | 7  | 6  | 19 | 38 | 64 | −26  | Descenso a Cymru Alliance 2015-16                  |
| 6    | Prestatyn Town       | 18   | 32 | 4  | 6  | 22 | 43 | 86 | −43  | Descenso a Cymru Alliance 2015-16                  |

Actualizado a los partidos jugados el 26 de mayo de 2015.
 Fuente: Soccerway

### Tabla de resultados cruzados
| Local \ Visitante    | BAN | CAR | CEF | CON | PRE | RYL |
| -------------------- | --- | --- | --- | --- | --- | --- |
| Bangor City          | —   | 1–0 | 5–3 | 1–2 | 4–0 | 4–3 |
| Carmarthen Town      | 3–3 | —   | 3–1 | 2–3 | 5–2 | 1–3 |
| Cefn Druids          | 0–2 | 0–1 | —   | 2–0 | 0–1 | 1–2 |
| Connah's Quay Nomads | 1–1 | 2–1 | 0–0 | —   | 3–1 | 1–1 |
| Prestatyn Town       | 1–3 | 1–1 | 1–1 | 3–4 | —   | 1–2 |
| Rhyl                 | 1–1 | 1–0 | 2–1 | 1–2 | 2–1 | —   |

## Play-Off para la Liga Europea de la UEFA
Los equipos que terminaron en los puestos cuarto a séptimo al final de la temporada regular participarán en los play-offs para determinar el tercer participante para la UEFA Europa League 2015-2016, que se clasificarán para la primera ronda.

### Semifinal
|}

### Final
| Equipo 1         | Resultado | Equipo 2          |
| ---------------- | --------- | ----------------- |
| Port Talbot Town | 0–1       | Newtown           |
| Aberystwyth Town | 3–2       | Gap Connah's Quay |

|}

## Máximos Goleadores
Detalle con los máximos goleadores de la Premier League de Gales, de acuerdo con los datos oficiales de la Asociación de Fútbol de Gales.
- Datos según la página oficial de la competición.

| Equipo 1         | Resultado | Equipo 2 |
| ---------------- | --------- | -------- |
| Aberystwyth Town | 1–2       | Newtown  |

| Pos. | Jugador        | Club                | Goles |
| ---- | -------------- | ------------------- | ----- |
| 1    | Chris Venables | Aberystwyth Town    | 28    |
| 2    | Martin Rose    | Port Talbot Town    | 18    |
| 2    | Jason Oswell   | Newtown             | 18    |
| 4    | Greg Draper    | The New Saints      | 17    |
| 4    | Lee Hunt       | Bala Town           | 17    |
| 6    | Michael Wilde  | The New Saints      | 16    |
| 6    | Tom Field      | Airbus UK Broughton | 16    |
| 8    | Luke Bowen     | Port Talbot Town    | 14    |
| 9    | Mark Connolly  | Bala Town           | 13    |
| 9    | Ian Sheridan   | Bala Town           | 13    |